# Justin Rennicks
Justin Rennicks (Boston, 20 marzo 1999) è un calciatore statunitense, attaccante dell'AC Oulu.

## Caratteristiche tecniche
È un centravanti.

## Carriera

### Nazionale
Nel 2018 con la nazionale Under-20 statunitense ha preso parte al campionato nordamericano Under-20 2018.

## Palmarès

### Club

#### Competizioni nazionali
- MLS Supporters' Shield: 1

New England Revolution: 2021

### Nazionale
- Campionato nordamericano di calcio Under-20: 1

Stati Uniti 2018